# 2006年の映画/2月
- 4日
  - ミュンヘン（ アメリカ合衆国）
  - シャークボーイ&マグマガール 3-D（ アメリカ合衆国）
  - イベリア 魂のフラメンコ（ スペイン）
  - 小さな恋のステップ（ 韓国）
  - 僕が9歳だったころ（ 韓国）
  - 忘れえぬ想い（ 香港）
  - 転がれ!たま子（ 日本）
  - ケータイ刑事 THE MOVIE バベルの塔の秘密〜銭形姉妹への挑戦状（ 日本）
  - ベロニカは死ぬことにした（ 日本）
  - 日常（ 日本）
  - デコトラの鷲 恋の花咲く清水港（ 日本）
- 11日
  - クラッシュ （ アメリカ合衆国）
  - ウォーク・ザ・ライン/君につづく道 （ アメリカ合衆国）
  - PROMISE（ 中国）
  - 美しき野獣（ 韓国）
  - サイレン 〜FORBIDDEN SIREN〜（ 日本）
  - 燃ゆるとき（ 日本）
  - 春の居場所（ 日本）
  - イヌゴエ（ 日本）
- 18日
  - ジャーヘッド（ アメリカ合衆国）
  - スティーヴィー（ アメリカ合衆国）
  - アサルト13 要塞警察（ アメリカ合衆国）
  - アメリカ、家族のいる風景（ アメリカ合衆国・ ドイツ）
  - ナイト・オブ・ザ・スカイ（ カナダ）
  - ルー・サロメ 善悪の彼岸 （ イタリア・ フランス・ 西ドイツ）
  - シムソンズ（ 日本）
- 25日
  - ダイヤモンド・イン・パラダイス （ アメリカ合衆国）
  - マインドハンター （ アメリカ合衆国）
  - スカイ・ハイ （ アメリカ合衆国）
  - アブノーマル・ビューティ（ 香港）
  - 県庁の星（ 日本）
  - 東京大学物語（ 日本）
  - WARU（ 日本）
  - 刺青 SI-SEI（ 日本）
  - 好きだ、（ 日本）